# Jorge Briz
Jorge Eduardo Briz Abularach (Ciudad de Guatemala, 27 de septiembre de 1955) es un abogado, notario, político y empresario guatemalteco. En la actualidad es el presidente de la Cámara de Comercio de Guatemala.
Ha sido un actor sobresaliente en el ámbito empresarial de Guatemala, fue Ministro de Relaciones Exteriores desde 2004 hasta 2006 durante el gobierno de Óscar Berger.

## Biografía
Nació en la capital de Guatemala en 1955, estudió derecho en la Universidad Rafael Landívar y se graduó de Abogado y Notario en la misma.

## Vida empresarial
Como empresario ha sido socio fundador, presidente y miembro de la Junta Directiva de varias compañías. Además, de un participante activo, tanto a nivel nacional e internacional, en asociaciones empresariales y entidades involucradas en trabajo comunitario y servicio público.
Se ha desempeñado como presidente de la Cámara de Comercio de Guatemala desde el año 2009 hasta la fecha, también como director del Consejo Nacional para las Exportaciones (CONAPEX) y Director de la Federación de Cámaras de Comercio del Istmo Centroamericano (FECAMCO). Asimismo, fue presidente del Comité Coordinador de Asociaciones Agrícolas, Comerciales, Industriales y Financieras (CACIF) entre 1990 a 1991, de 1996 a 1997 y de 2015 a 2016. En diferentes ocasiones ha sido director del Congreso Hemisférico de Cámaras de Comercio de América Latina, presidente de la Secretaría Permanente de Cámaras de Comercio e Industrias Latinas (CAMACOL), vicepresidente del Comité Permanente de Exposiciones (COPEREX) presidente de la Federación de Cámaras de Comercio de Istmo Centroamericano (FECAMCO).

## Carrera política
A lo largo de su carrera ha sido miembro de la Junta Monetaria de Guatemala, responsable según la ley de establecer la política monetaria de Guatemala, durante varios períodos. En tal capacidad ha participado en negociaciones financieras con funcionarios de alto nivel del Fondo Monetario Internacional (FMI), Banco Mundial y Banco Interamericano de Desarrollo (BID).
Fue suscriptor del texto final de los Acuerdos de Paz, como miembro de la Comisión Nacional nombrada por el Gobierno, siendo así elegido presidente de la Delegación del sector privado de Guatemala, en las conversaciones de paz sostenidas en Ottawa, Canadá con los comandantes de la guerrilla URNG (entidad que agrupaba a todos los grupos guerrilleros activos de Guatemala) durante las etapas iniciales del proceso.
Su participación fue de relevancia en las conversaciones y negociaciones con la Comisión Europea y el Parlamento Europeo en Bruselas, Bélgica, donde su objetivo principal era asegurar que la comunidad internacional financiara programas y proyectos que permitiesen a Guatemala dar cumplimiento de los compromisos emanados de los Acuerdos de Paz.
Fue líder y aspirante presidencial del Movimiento Reformador, en las elecciones generales de 2003, pero renunció a su aspiración para cederla a Óscar Berger en una alianza de tres partidos.
La Asamblea Nacional de la Coalición Gran Alianza Nacional -GANA-, lo proclamó candidato a la alcaldía de la Nueva Guatemala en agosto de 2003.
En 2015 ante la revelación del Caso La Línea, se expresó en contra del gobierno de Otto Pérez Molina calificándolo de «impresentable» y de los diputados del congreso, además criticó a los legisladores por no aprobar las reformas a la Ley Electoral y de Partidos Políticos del país que eran solicitadas por la población.
En 2022 se anunció que a partir del 1 de febrero la Cámara de Comercio que él lideraba, se separó del CACIF luego de haber realizado una asamblea nacional entre todos sus miembros que en su mayoría son pequeños comerciantes.

### Ministro de relaciones exteriores
El 7 de enero de 2004 fue designado como ministro de Relaciones Exteriores, asumió el 14 de enero y lo desempeñó hasta al 31 de julio de 2006, en este cargo participó en diferentes foros y actividades internacionales. La causa de su retiro como ministro fue debido a aspiraciones políticas que tenía, tomando en cuenta que el siguiente año habrían elecciones generales en Guatemala. Su renuncia ocurrió cuando realizaba, en representación del país, de un cabildeo para conseguir los votos suficientes en la Asamblea de Naciones Unidas para obtener un asiento no permanente en el Consejo de Seguridad de ese organismo teniendo en ese momento 102 votos para Guatemala.
Berger le reconoció su esfuerzo para alcanzar la integración centroamericana, las buenas relaciones con países como Taiwán y Japón y la obtención de un puesto en el recién fundado Consejo de Derechos Humanos de la ONU.

## Premios y condecoraciones
- 2004 - Orden del Quetzal en el Grado de Gran Cruz. Gobierno de Guatemala.

- Orden de San Carlos en Grado de Gran Cruz. Gobierno de Colombia.
- Orden Mexicana del Águila Azteca. Gobierno de México.
- Orden en Honor al Mérito en el Grado de Gran Cruz. Gobierno de Perú.
- Orden al Mérito de Chile en Grado de Gran Cruz. Gobierno de Chile.

- 2005 - Orden de las Nubes Propicias con Gran Cordón. República de China (Taiwán).
- 2006 - Orden de Río Branco en el Grado de Gran Cruz. Gobierno de Brasil.
- Orden de la Independencia Cultural Rubén Darío en el Grado de Gran Collar. Gobierno de Nicaragua.
- Personalidad Pública del año otorgado por las Cámaras de Comercio e Industrias Latinas.
- 2019 - Servicio Diplomático del Perú en el grado de Gran Cruz. Embajada de Perú en Guatemala.[9]